# Старый Бурец
Старый Бурец — село в Малмыжском районе Кировской области, в составе Большекитякского сельского поселения.

## География
Село расположено на высоте 74 м над уровнем моря.

## Население
| 2010 |
| ---- |
| 202  |

## История
По данным на 1771—1773 годы сельцо Никольское, Бурец тож принадлежало помещику Евграфу Озерову.Старый Бурец (Никольское) – село Старо-Бурецкой волости. По некоторым сведениям, на месте села в старину была татарская деревня «Сардык».
В переписной книге Тимофея Федоровича Бутурлина и подьячего Алексея Грибоеда 7154 (1646) года в д. Бурце за Васильем Андреевичем Хохловым числилось 15 дворов, в них 53 человека мужского пола.
В 1748 году село принадлежало лейб-гвардии Преображенского полка капитана Е.А. Озерову. Евграф Андреевич, по преданиям, привёз сюда крепостных крестьян из северных губерний (Нижегородская, Владимирская).
Впоследствии его дела в поместье продолжил сын Пётр Евграфович с супругой Елизаветой Андреевной, однако помещики предпочитали жить в С-Петербурге.
В 1761 году тщанием П.Е. Озерова была построена Старобурецкая Владимиро-Богородицкая церковь.
С XVIII века Старый Бурец становится крупным центром мануфактурной промышленности.
В 1767 году в имении была основана полотняная фабрика, которая в год производила полотна до 600 аршин. Готовое полотно отправлялось в Петербург Е. Озерову.
В 1779 году был основан поташный завод. Производительность – 1500 пудов поташа в год. Поташ незаменим при производстве мыла и стекла. Продукция использовалась на фабриках в имении.
В 1786 году в имении основана бумажная фабрика (одна из 25 российских фабрик). Производительность – 1400 стоп бумаги в год. Бумага отличалась отменным качеством, которая продавалась в Казани. Материалы (тряпье, клей, краски, квасцы) приобретались частью у подрядчика, частью в Казани.
В 1800 году П.Е. Озеров в своем имении основал суконную фабрику. Сукно изготавливалось из овечьей и верблюжьей шерсти, а затем зимним путем продукция доставлялась в Петербург для продажи. Сырье покупалось на месте и в Казани.
В 1850 году Старый Бурец принадлежал Екатерине Петровне Озеровой, а после смерти помещицы в 1855 году оно перешло ее родственникам Милюковым и Пыжову, которые жили в своих имениях в Тверской губернии.
В 1882 году земством было открыто училище. Школа находилась в собственном здании.
По подворной описи 1884 года в селе насчитывалось 245 дворов, в которых проживало 743 мужчины и 810 женщин.
Ремеслом занималось 40 человек (медники, плотники, портные, синильщики, столяры) и кустарничеством – 8 человек (бондари). Основной же вид деятельности жителей села – смолокурение. Промышленные заведения – 5 кузниц и мельница. Несколько семей занимались пчеловодством.
Последним землевладельцем был купец Федор Анисимович Булыгин, который в 1889 году основал в селе Александровский винокуренный завод № 6.
По переписи населения 1926 года Старый Бурец вошел в состав Малмыжской волости, жителей – 1490 человек, число дворов – 272, из них 253 крестьянских хозяйств.
В январе 1930 года в селе была организована сельхозартель. В 1933 году колхоз назывался «Политотделец».
В 1934 году силами колхозников была построена своя электростанция и в каждом доме была зажжена «лампочка Ильича».
Подробнее на сайте «Родная Вятка»: https://rodnaya-vyatka.ru/places/91229